# Jordi Alcaraz i Tarradas
Jordi Alcaraz i Tarradas (Calella, Catalunya, 1963) és un pintor i escultor català, artista multidisciplinar. Ha fet nombroses exposicions individuals i col·lectives arreu del món (entre altres llocs a Bèlgica, Alemanya, Itàlia, Espanya, Canadà o Suïssa). Ha participat en algunes de les fires d'art més destacades del circuit internacional.

## Estil artístic
Partint dels conceptes tradicionals de la pintura i l'escultura, Alcaraz reflexiona sobre el volum, el llenguatge i el temps, mitjançant l'ús d'elements com l'aigua, el vidre, els miralls, la reflectació o els llibres recurrents a la seva obra, per fer de forma artesanal i imaginativa escultures pintades o pintures esculpides. En el llenguatge pictòric prevalen el blanc i el negre i la interrelació de transparències i forats, possibilitant arribar a veure espais arcans, plens de màgia. Recorre sovint en els títols de les seves obres a jocs poètics de paraules sorprenents, en la tradició dels poemes visuals de Joan Brossa.
Jordi Alcaraz juga també amb els materials buscant despertar la curiositat a l'espectador: vidres que es fonen o es contrauen; bosses pigmentades que s'enfonsen en superfícies cristal·lines; escultures de fusta travessant urnes de metacrilat, que passen de la foscor nocturna a la llum diürna; un cromatisme que fuig dels pots de pintura mitjançant forats imaginats; taques negres de les quals brolla pintura blanca; retrats impossibles. Les seves obres, fent servir elements molt simples, són en certa manera, segons ell mateix explica, «obres inacabades, que busquen superar els límits tradicionals dels gèneres artístics».